# (4274) Karamanov
(4274) Karamanov (1980 RZ3) – planetoida z pasa głównego asteroid okrążająca Słońce w ciągu 4,41 lat w średniej odległości 2,69 j.a. Odkryta 6 września 1980 roku.